# Ернст Август (Шлезвиг-Холщайн-Зондербург-Августенбург)
Ернст Август фон Шлезвиг-Холщайн-Зондербург-Августенбург (на немски: Ernst August von Schleswig-Holstein-Sonderburg-Augustenburg; * 30 октомври 1660, Зондербург; † 12 май 1731, Хамбург) от странична линия на Дом Олденбург, е херцог на Шлезвиг-Холщайн-Зондербург-Августенбург (1692 – 1731).

## Живот
Той е третият син на херцог Ернст Гюнтер фон Шлезвиг-Холщайн-Зондербург-Августенбург (1609 – 1689) и съпругата му принцеса Августа фон Шлезвиг-Холщайн-Зондербург-Глюксбург (1633 – 1701), дъщеря на херцог Филип фон Шлезвиг-Холщайн-Зондербург-Глюксбург и принцеса София Хедвиг фон Саксония-Лауенбург. Брат е на Фридрих (1652 – 1692), Филип Ернст (1655 – 1677), Луиза Шарлота (1658 –1740), омъжена през 1685 за херцог Фридрих Лудвиг фон Шлезвиг-Холщайн-Зондербург-Бек (1653 – 1728), Доротея Луиза (1663 – 1721), 1686 – 1721 абатиса на Итцехое, и на генерал-майор Фридрих Вилхелм (1668 – 1714).
Ернст Август става католик и каноник в Страсбург. След смъртта на брат му Фридрих през 1692 г. Ернст Август става херцог на Августенбург.
Ернст Август се жени ок. 1695 г. в Кьолн за фрайин Мария Терезия фон Вайнберг-Фелбрук († ок. 1712, Зондербург), дъщеря на фрйхер Конрад Гумбрехт фон Фелбрук и Мария Агнес фон дер Равен. Те нямат деца.
Наследен е през 1731 г. от племенника му Кристиан Август.